# Heuliez O 305
 (octobre 2017).
Si vous disposez d'ouvrages ou d'articles de référence ou si vous connaissez des sites web de qualité traitant du thème abordé ici, merci de compléter l'article en donnant les références utiles à sa vérifiabilité et en les liant à la section « Notes et références ».
Les Heuliez O 305 et O 305 G sont des autobus urbains et suburbains fabriqués et commercialisés par le constructeur français Heuliez Bus de 1975 à 1984 en coopération avec le constructeur allemand Mercedes-Benz.
Ils dérivent du Mercedes-Benz O 305.
Ils seront lancés avec un moteur Mercedes-Benz Diesel n'ayant aucune norme européenne de pollution car ces normes n'existaient pas avant octobre 1990.
Les O 305 et O 305 G d'Heuliez ne remplacent aucun véhicule car ils seront les premiers autobus de la marque. Ils ont été remplacés par les Heuliez GX 107 et GX 187.

## Historique
Le O 305 est commercialisé entre 1975 et 1984 et est remplacé par le GX 107. 626 unités seront vendues. Le O 305 G sera, quant à lui, commercialisé entre 1976 et 1984 et sera remplacé par le GX 187. 567 unités seront vendues.
- 1972 à 1975 : à l'initiative d'Alain Chenard, maire de Nantes et président de la Compagnie Nantaise de Transports (future SEMITAN), des contacts fructueux s'opèrent entre Heuliez et Mercedes-Benz.
- Février 1975 : des accords définitifs seront signés. Mercedes-Benz confie à Heuliez le carrossage de la quasi-totalité des O 305 taille standard vendus en France.
- Mai 1975 : présentation officielle du véhicule au congrès de l'UITP à Nice.
- Décembre 1975 : 1re série de O 305 livré à Nantes.
- 1976 : présentation de la version articulée.
- Fin juillet 1984 : arrêt définitif des modèles (standard et articulé).

### Résumé du O 305
| Générations                   | Production      | Dérivés de chez Heuliez Bus | Modèles similaires                     |
| ----------------------------- | --------------- | --------------------------- | -------------------------------------- |
| Heuliez O 305 (1975 - 1984)   | 626 exemplaires | Heuliez O 305 G             | Mercedes-Benz O 305 ; Renault PR 100   |
| Heuliez O 305 G (1976 - 1984) | 567 exemplaires | Heuliez O 305               | Mercedes-Benz O 305 G ; Renault PR 180 |

## Générations
Les O 305 et O 305 G seront produits avec une seule génération de moteurs Diesel :
- Aucune norme antipollution : construits de 1975/1976 à 1984.

## Les différentes versions

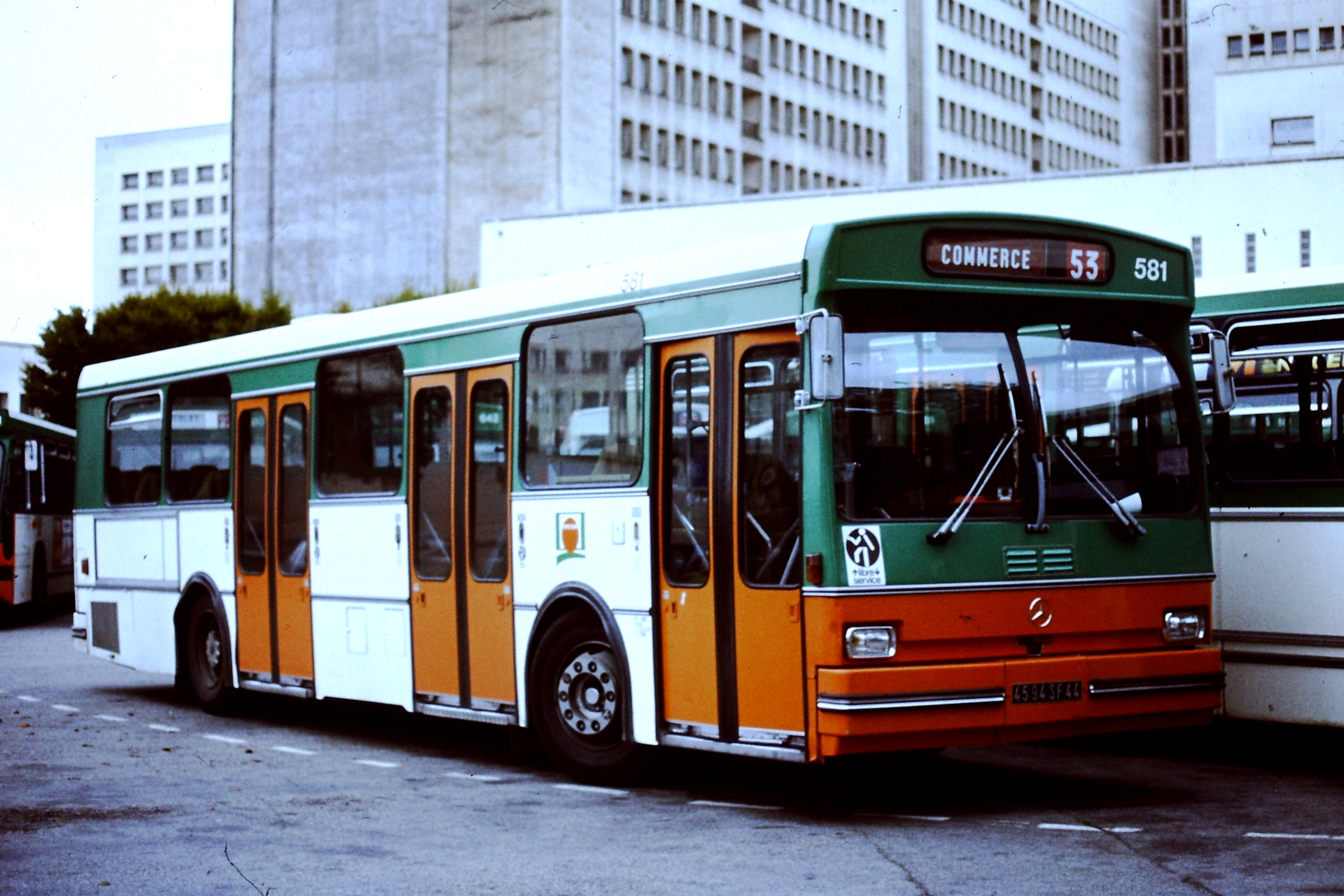
Version trois portes.

- Heuliez O 305 : également nommé Mercedes-Benz O 305 HLZ, il est la version standard de la gamme. Il a une longueur d'environ douze mètres et peut transporter environ 100 passagers. Il était disponible en version deux ou trois portes avec un moteur de 210 chevaux.
- Heuliez O 305 G : également nommé Mercedes-Benz O 305 G HLZ, il est la version articulé de la gamme. Il a une longueur d'environ dix-huit mètres et peut transporter entre 167 à 184 de passagers. Il était disponible avec un moteur de 240 chevaux.

## Caractéristiques

### Dimensions

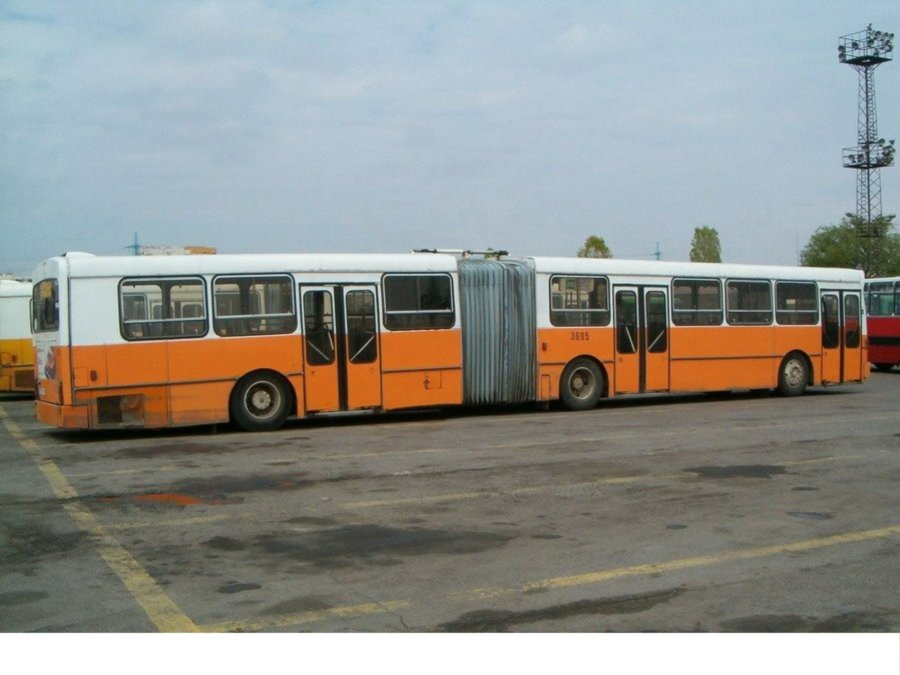
Heuliez O 305 G.

|                                   | Heuliez O 305 | Heuliez O 305 G          |
| --------------------------------- | ------------- | ------------------------ |
| Longueur                          | 12 000 mm     | 17 335 mm                |
| Largeur (sans rétroviseurs)       | 2 500 mm      | 2 500 mm                 |
| Hauteur (sans climatisation)      |               |                          |
| Empattement                       |               |                          |
| Porte-à-faux                      |               |                          |
| Rayon de braquage                 |               |                          |
| Angle d’attaque / Fuite           |               |                          |
| Masse à vide*                     |               | Entre 13,81 t et 14,30 t |
| P.T.A.C.*                         |               | 23,30 t ; jusqu'à 26 t   |
| Capacité : assis + debout = maxi* |               |                          |
| Portes                            | 2 ou 3        | 3                        |
| Hauteur du plancher               | 7 350 mm      | 7 350 mm                 |
| Réservoir à combustible           |               |                          |

* = variable selon l'aménagement intérieur.

### Motorisations
Le O 305 a eu qu'une seule motorisations Diesel. Il sera équipé d'une boite de vitesses automatique MB W3D-080 à 3 ou 4 rapports.
- le Mercedes-Benz OM 407 (aucune norme) six cylindres en ligne à plat de ? litres avec turbocompresseur développant 210 ch.

Le O 305 G a eu qu'une seule motorisations Diesel. Il sera équipé d'une boite de vitesses automatique MB W3D-080 à 3 ou 4 rapports.
- le Mercedes-Benz OM 407 h (aucune norme) six cylindres en ligne à plat de 11 litres avec turbocompresseur développant 240 ch.

| Modèle                          | Construction      | Moteur + Nom                                | Norme Euro   | Cylindrée         | Performance                    |
| O 305 (boîte automatique 3/4)   | 05/1975 - 07/1984 | 6 cylindres en ligne Mercedes-Benz OM 407   | Aucune norme | ... cm3 (... L)   | 154 kW (210 ch) à 2 200 tr/min |
| O 305 G (boîte automatique 3/4) | 1976 - 07/1984    | 6 cylindres en ligne Mercedes-Benz OM 407 h | Aucune norme | 11 045 cm3 (11 L) | 176 kW (240 ch) à 2 200 tr/min |

### Châssis et carrosserie

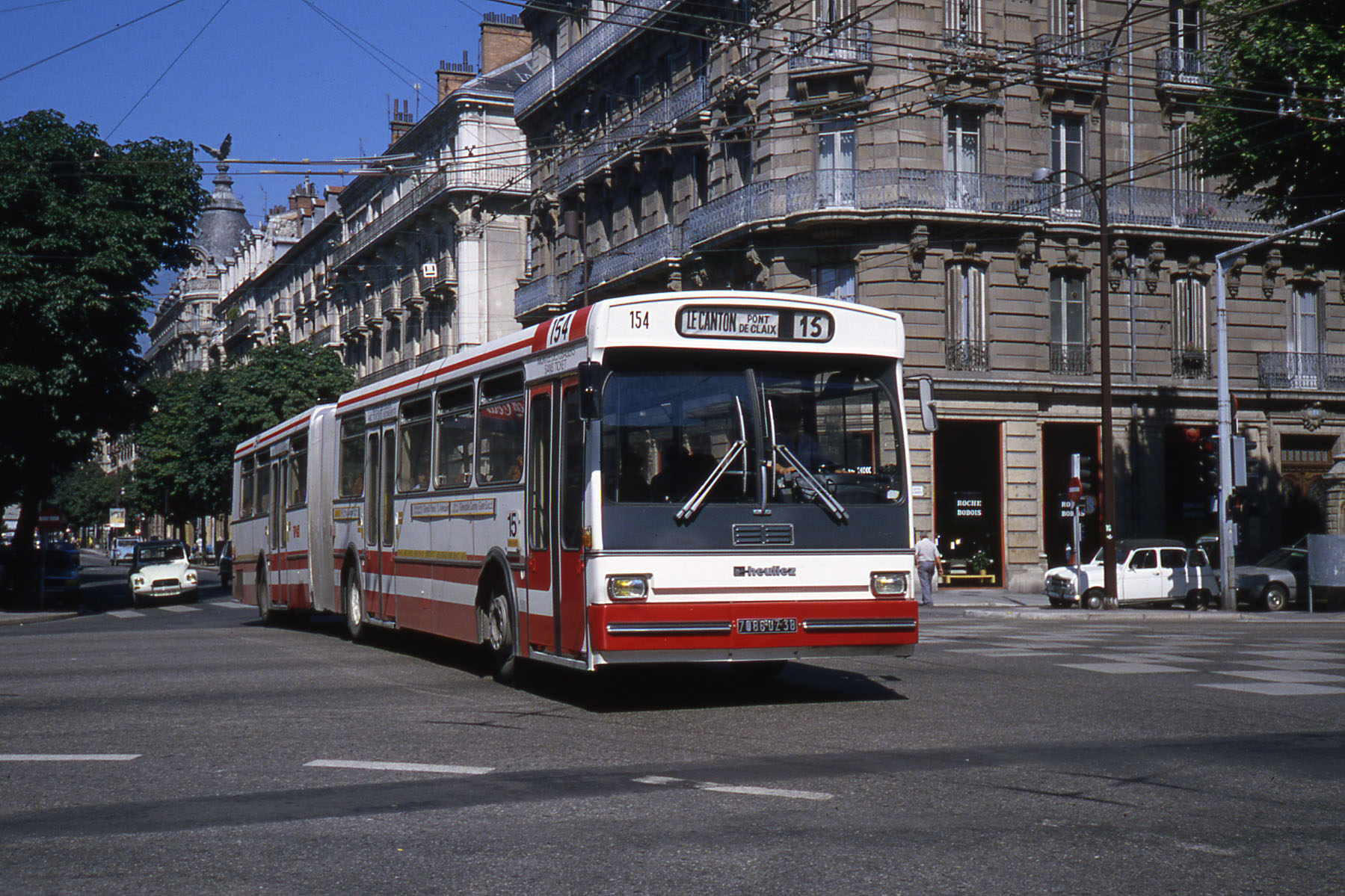
Heuliez O 305 G à Grenoble.

Ils sont construits sur les châssis des Mercedes-Benz O 305 et O 305 G.

## Préservation

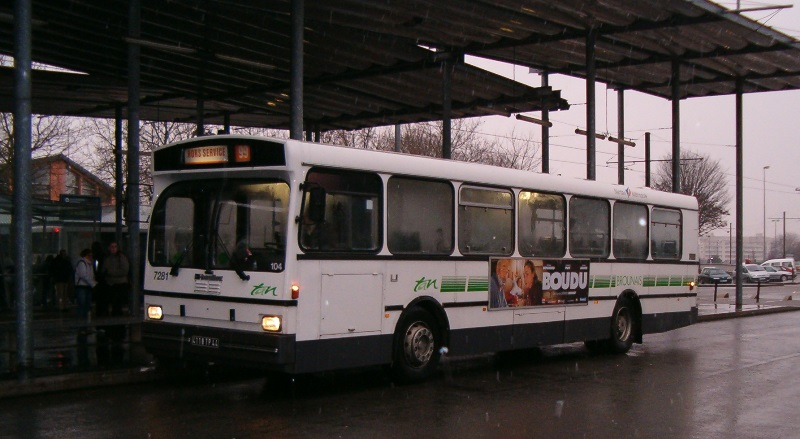
Un O 305 de l'association Omnibus Nantes.

- L'association Omnibus Nantes possède actuellement deux Heuliez O 305[2]  :
  - Bus n°641 ex-SEMITAN puis Mission locale.
  - Bus n°651 ex-SEMITAN